# Sparta Oborniki
Sparta Oborniki – polski klub sportowy (piłkarski – w sezonie 2025/2026 V liga). Klub ma swą siedzibę w Obornikach.

## Historia
Klub założony został w roku 1922. Obecnie drużyna gra w sezonie 2025/2026 w V lidze piłki nożnej WZPN.